# Susanna van Lee
Susanna van Lee, auch Susanna Eeckhout (geboren um 1630; begraben am 13. Januar 1700 in Amsterdam), war eine der ersten professionellen niederländischen Schauspielerinnen am Amsterdamer Theater.

## Leben
Susanna van Lee wurde um 1630 geboren. Sie gehörte vermutlich schon in jungen Jahren zur Wandertheatertruppe von Jan Baptist van Fornenbergh (1624–1697), die vor allem im Ausland unter dem Namen „Archducal Comedians“ bekannt wurde. Fornenbergh und seine Truppe traten im Norden Deutschlands sowie in Dänemark und Schweden auf und spielten ein niederländisches Repertoire. Sie heiratete den Musiker Rochus Conrad Eeckhout (ca. 1630–1701). Aus dieser Ehe gingen zwei oder drei Söhne und zwei Töchter hervor. Ihr Mann stammte aus einer Familie von Musikern, Tänzern und Schauspielern und war vermutlich als Musiker an den Aufführungen beteiligt. Ihr Sohn Nicolay wurde während einer Auslandsreise geboren. Der Schauspieler Gillis Nozeman war Zeuge der Taufe am 27. Januar 1653 in der deutsch evangelisch-reformierten Kirche Altona bei Hamburg.
Das Ensemble von Van Fornenbergh trat nach schwedischen Gerichtsakten 1653 in Stockholm für Königin Christina auf. Sie war von dem Auftritt nur mäßig begeistert und verwies die Truppe an den Hof ihrer Mutter Maria Eleonora. Die Truppe bestand zu der Zeit aus dreizehn Personen, zwei Musiker, elf Männer und Frauen und wurde für die Auftritte reich belohnt. Es kann nicht ausgeschlossen werden, dass Susanna Eeckhout und ihre Kolleginnen Ariana Nozeman-van den Berg (1626/28–1661) und Elisabeth Kalbergen-de Baer die ersten professionellen Schauspielerinnen waren, die in Schweden auftraten. Die erste Frau, die an der Stadsschouwburg Amsterdam engagiert wurde, war im Jahr 1655 Ariana Nozeman. Nach ihr wurden weitere Frauen engagiert und zu diesen gehörte Susanna Eeckhout. Nach Theaterabrechnungen aus dem September 1655 erhielt sie pro Vorstellung 2,50 Gulden Gage. Später wurden es 4,50 Gulden. Bis 1685 war sie zeitweise mit dem Amsterdamer Theater verbunden. Auch ihr Mann wirkte als erster Geiger und Schauspieler an den Aufführungen mit.
Zusammen mit ihrem Mann und weiteren Schauspielern des Amsterdamer Theaters trat sie im August 1661 in Middelburg auf. Nach einem Arbeitskonflikt mit dem Amsterdamer Theater wurden sie und ihr Mann 1662 von Van Fornenbergh in Den Haag unter Vertrag genommen. Dies, obwohl sie ein ausdrückliches Verbot des Amsterdamers Theater hatte, welches auch die sofortige Entlassung angedroht hatte, denn das Haager Unternehmen galt als starker Konkurrent des Amsterdamer Theaters. Sie trat während der Messe 1662 zusammen mit der Truppe auf und hatte großen Erfolg. Nach dem Auftritt wurde sie vom Amsterdamer Theater aufgefordert zurückzukehren. Da sie jedoch bei Van Fornenbergh noch unter Vertrag stand, verlangte dieser eine Entschädigung. Ihre Kollegen am Amsterdamer Theater setzten sich für sie ein und angeblich hatte Rochus Eeckhout sie den Vertrag gegen ihren Willen unterzeichnen lassen. In einer notariellen Erklärung von 1663 versprachen die Amsterdamer Schauspieler, die Geldstrafe von 250 Gulden gemeinsam zu zahlen, bis zur Messe von 1664 zusammenzubleiben und sich nicht der Gesellschaft von Van Fornenbergh anzuschließen. Also kehrte Susanna van Lee nach Amsterdam zurück. Ihr wurde 1670 vom Theater eine Summe von 1045 Gulden ausgezahlt. Die Gründe dafür sind nicht bekannt.
Neben der ersten Schauspielerin Ariana Nozeman spielte Susanna van Lee vor allem sogenannte „zärtliche“ Rollen, also die Rollen junger Frauen, ob verliebt oder nicht. In der Spielzeit 1658/59, der einzigen, deren Rollen genau bekannt sind, spielte sie die Hauptrolle in Kruls‘ Diana, Constance, die spanische Heide in Tengnagels gleichnamiger Komödie, die Infantin in De Cid nach Corneille und die Titelrolle in der Tragödie Hester des Theaterregenten Johannes Serwouters. Es kam auch vor, dass sie eine männliche Rolle spielte, etwa als Erzählerin in Herdoopers Überfall auf Amsterdam und als Page in der Posse Die schöne Colicoquelle. Auch trat sie im Ballett auf.
Um ihre Einkünfte zu verbessern, bestickte sie Kostüme für das Theater und vermietete ihre eigene Bühnenkleidung für Aufführungen. Zudem soll sie mit ihrem Mann in der Nähe des Amsterdamer Theaters ein Musikgasthaus betrieben haben. Von ihren vier oder auch fünf Kindern folgten drei ihren Eltern. Adriana (1650?–nach 1722) wurde eine Schauspielerin, auch deren Töchter Anna Maria (1675–1718) und Isabella (1684–nach 1722) wurden Schauspielerinnen am Theater. Anthony (1662 – nach 1702) wurde in den Jahren 1701–1702, vielleicht aber schon 1678, Tänzer und Musiker am Amsterdamer Theater. Matthijs Eeckhout spielte zwischen 1663 und 1664 viermal für sechs Studenten in der Schouwburg.
Susanna van Lee starb im Alter von etwa siebzig Jahren und wurde am 13. Januar 1700 in der Runstraat in Amsterdam beigesetzt. Bei ihrer Beerdigung läuteten die Glocken der Nieuwe Kerk zwei Stunden lang.